# W ogrodzie (obraz Władysława Podkowińskiego)
W ogrodzie, także W parku – obraz polskiego malarza Władysława Podkowińskiego z ok. 1892 roku, znajdujący się w Galerii sztuki polskiej 1800-1945 Muzeum Śląskiego w Katowicach.
Artysta przedstawił scenę spotkania w ogrodzie. W centralnej części ukazana została spacerująca z parasolką kobieta, którą zza płotu pozdrawia jadący na koniu mężczyzna. Przez korony drzew przeświecają promienie słoneczne. Impresjonista często gościł w majątku rodziny Kotarbińskich w Chrzęsnem na Mazowszu. Spacerująca to najprawdopodobniej Ewa Kotarbińska, zaś zdejmujący kapelusz to sam Podkowiński.
Obraz powstał w ok. 1892 roku. Malarz użył techniki olejnej. Dzieło o wymiarach 82,5 × 118,5 cm jest sygnowane w prawym dolnym rogu: PODKOWIN. Muzeum Śląskie w Katowicach zakupiło go od osoby prywatnej za pośrednictwem Instytutu Propagandy Sztuki w Warszawie w 1935 roku. Muzealny numer inwentarzowy: MŚK/SzM/451. Eksponowane jest w Galerii sztuki polskiej 1800-1945 Muzeum Śląskiego w Katowicach.